# Lejian (sockenhuvudort i Kina, Guizhou Sheng, lat 28,41, long 107,36)
Lejian (kinesiska: 乐俭, 乐俭乡) är en sockenhuvudort i Kina. Den ligger i provinsen Guizhou, i den sydvästra delen av landet, omkring 210 kilometer norr om provinshuvudstaden Guiyang. Antalet invånare är 8 413. Befolkningen består av 4 064 kvinnor och 4 349 män. Barn under 15 år utgör 26,0 %, vuxna 15-64 år 60 %, och äldre över 65 år 12,0 %.